# De Geestenkring
De Geestenkring is een jeugdroman van de Belgische schrijver Ron Langenus, uitgebracht in 2004.

## Verhaal
De Geestenkring is het verhaal van Elly. Haar vader Abel runt de speelgoedfabriek Tijn Toys. Op het moment dat Abels tweelingbroer Herman de leiding van het bedrijf overneemt, worden plannen gemaakt om het Lommerbos naast de fabriek te rooien, maar Elly laat dit niet zomaar gebeuren. Met haar zus, vrienden en enkele vreemde bewoners van het bos strijdt ze voor het behoud van het bos met zijn Poel van Pandora, Dode Plek en de Geestenkring.